# Frégimont
Frégimont ist eine französische Gemeinde mit 272 Einwohnern (Stand 1. Januar 2022) im Département Lot-et-Garonne in der Region Nouvelle-Aquitaine (vor 2016 Aquitaine). Sie gehört zum Arrondissement Agen und zum Kanton Le Confluent. 

## Geografie
Die Gemeinde Frégimont liegt in der Landschaft Agenais, etwa 16 Kilometer westnordwestlich von Agen auf der Wasserscheide zwischen den Flüssen Lot und Garonne. An der südlichen Gemeindegrenze verläuft der Fluss Masse de Prayssas. Umgeben wird Frégimont von den Nachbargemeinden Saint-Salvy im Nordwesten und Norden, Prayssas im Osten und Nordosten, Lusignan-Petit im Osten und Südosten, Clermont-Dessous im Süden sowie Bazens im Südwesten und Westen.

## Bevölkerungsentwicklung
| Jahr                       | 1962 | 1968 | 1975 | 1982 | 1990 | 1999 | 2006 | 2016 | 2022 |
| -------------------------- | ---- | ---- | ---- | ---- | ---- | ---- | ---- | ---- | ---- |
| Einwohner                  | 291  | 231  | 223  | 202  | 197  | 189  | 233  | 260  | 272  |
| Quellen: Cassini und INSEE |      |      |      |      |      |      |      |      |      |

## Sehenswürdigkeiten
- Kirche Sainte-Quitterie aus dem Jahre 1506, seit 1952 Monument historique
- Kirche Sainte-Raffine im Ortsteil Gaujac aus dem 11. Jahrhundert, seit 1947 Monument historique
- Schloss Frégimont, heute Rathaus, um 1775 errichtet, seit 2008 Monument historique

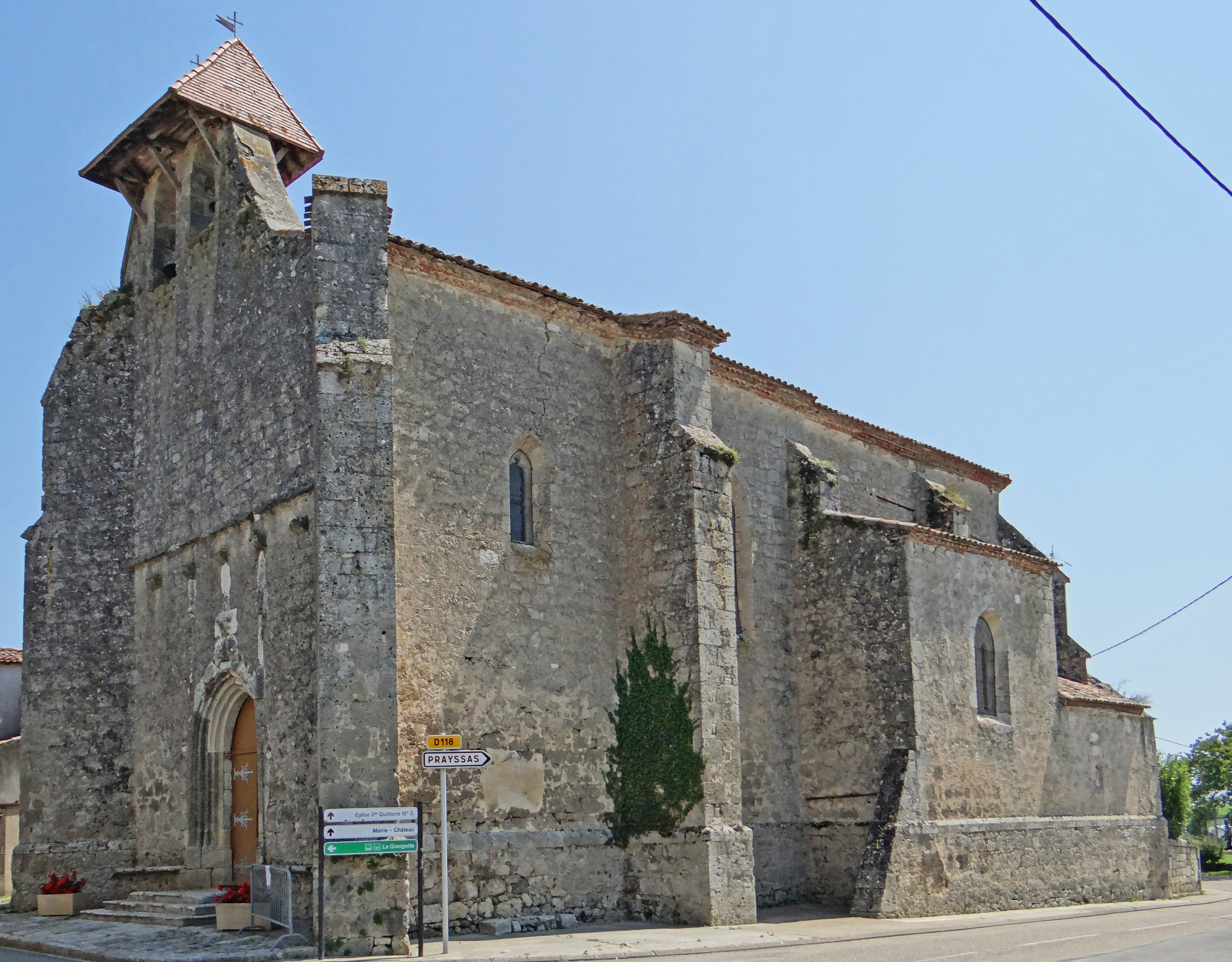
Kirche Sainte-Quitterie
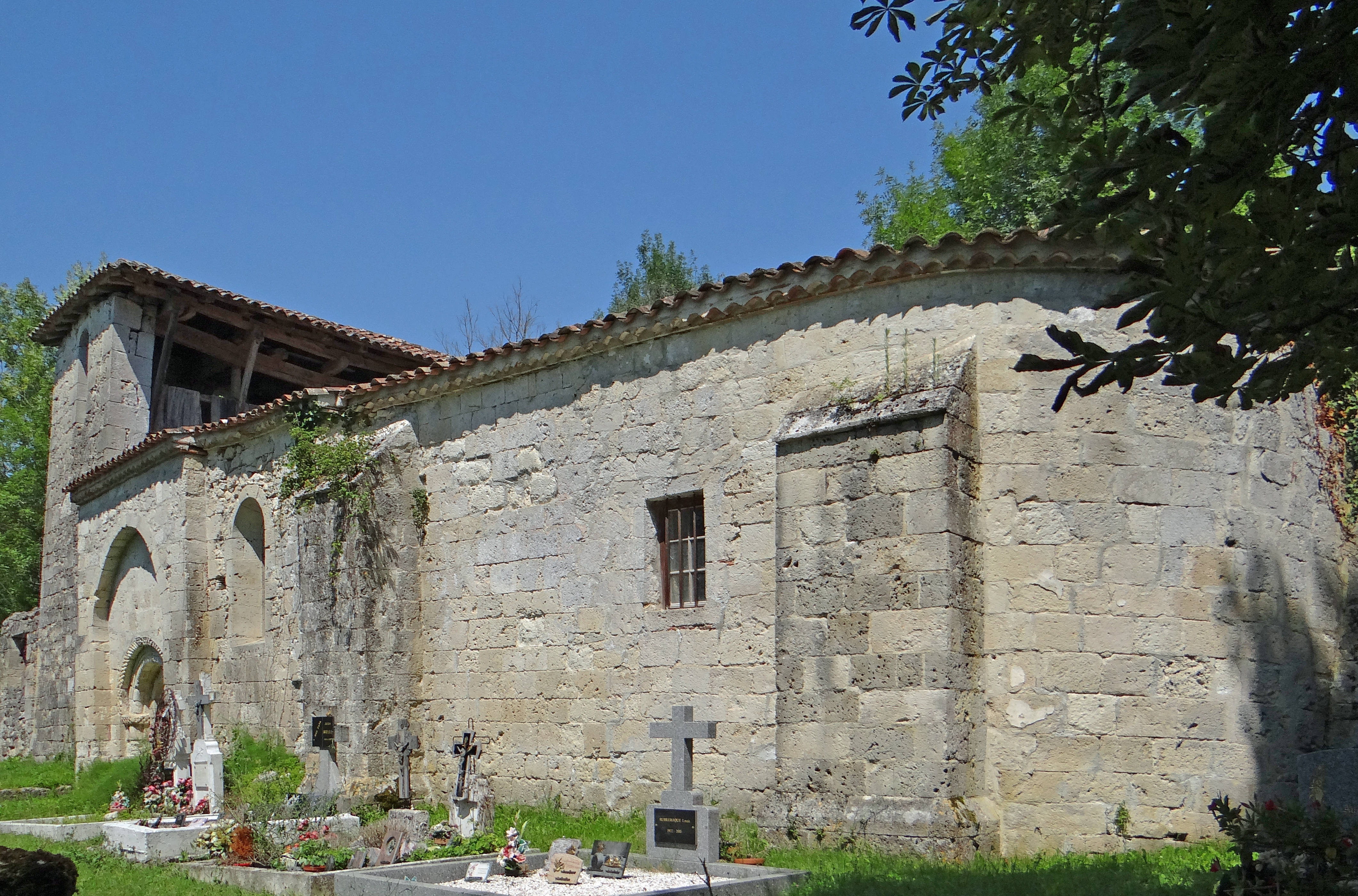
Kirche Sainte-Raffine
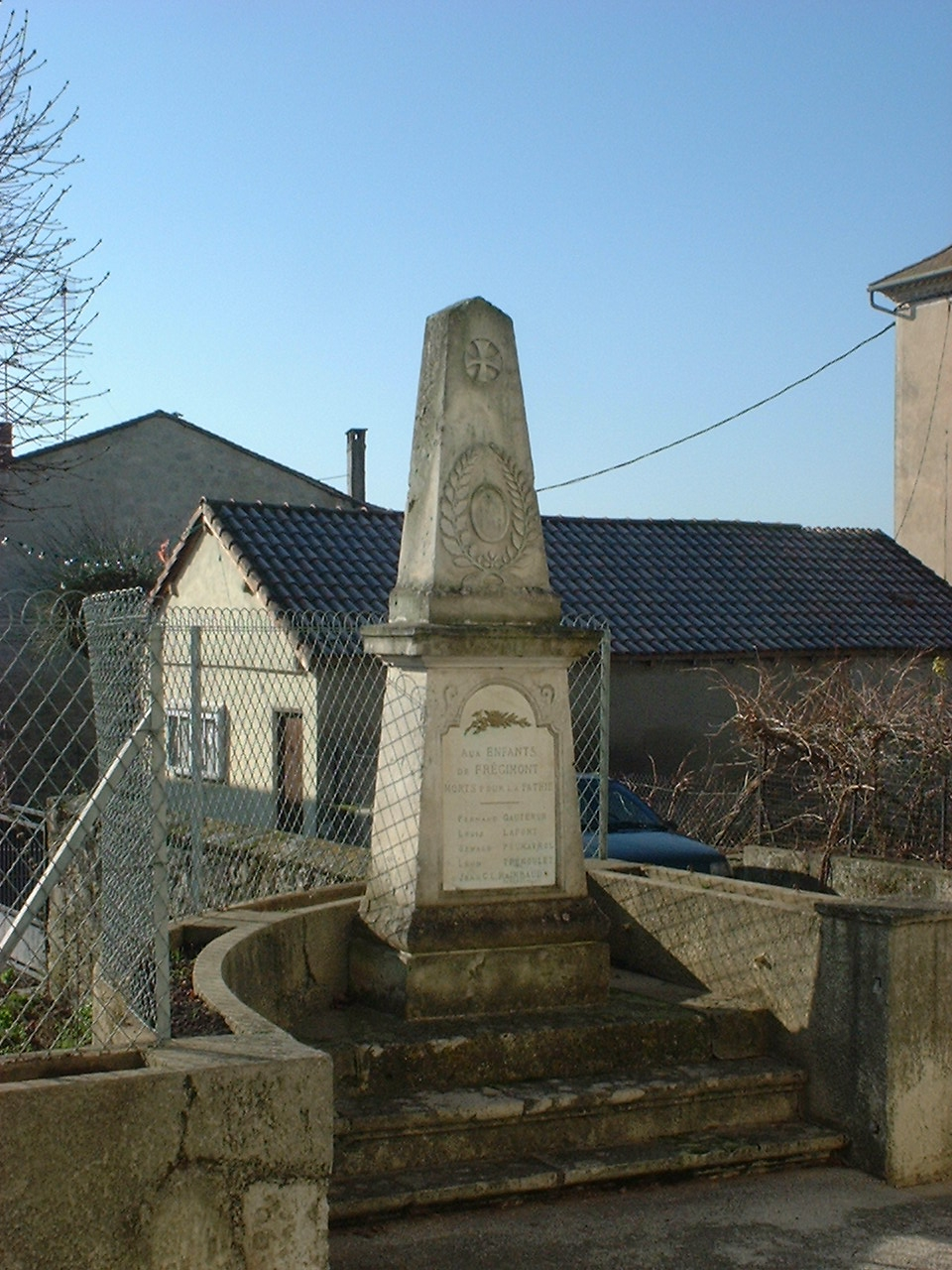
Gefallenendenkmal